# Teresa de Lleó i Núñez
Teresa de Lleó (v 1070 - Galícia 1130), infanta de Lleó i comtessa de Portugal (1112-1128).

## Orígens familiars
Filla il·legítima del rei Alfons VI de Lleó i Ximena Muñoz. Era neta per part de pare del rei Ferran I de Castella i Sança I de Lleó, i germana de la reina Urraca I de Castella.

## Núpcies i descendents
El 1093 va contraure matrimoni amb Enric de Borgonya. D'aquesta unió nasqueren:
- l'infant Alfons de Portugal (1094-1108)
- la infanta Urraca de Portugal (1095-1130), casada vers el 1120 amb Beremund Pérez de Trava, comte de Trastàmara
- la infanta Sança de Portugal (1097-d 1129)
- la infanta Teresa de Portugal (1098-?)
- l'infant Enric de Portugal (1106-1110)
- l'infant Alfons I el Conqueridor (1109-1185), comte de Portugal i el 1139 nomenat rei de Portugal

## Ascens al tron comtal
El seu pare Alfons VI li concedí a ella i al seu marit el comtat de Portugal en dot de matrimoni. Enric de Borgonya es va mantenir vassall del seu sogre, però a la mort d'aquest el 1109 va aprofitar la inicial debilitat de la filla d'aquest, Urraca I de Castella, per invadir el Regne de Lleó i intentar incorporar-lo als seus dominis.
El 1112, a la mort d'Enric de Borgonya, Teresa fou nomenada comtessa i regent del seu fill, el futur Alfons I de Portugal, el qual era molt jove. Teresa, en un esforç per ampliar els dominis del comtat de Portugal, lluitant contra la seva pròpia germana Urraca de Castella el 1116 i el 1120. El 1121, després de recular progressivament des del Miño i perdent tropes fou assetjada a Lanhoso i hagué de negociar el Tractat de Lanhoso amb Castella gràcies a l'ajuda dels arquebisbes de Santiago de Compostel·la i Braga, per la qual el comtat de Portugal esdevenia altre cop vassall de Castella i LLeó.
Teresa va intentar conservar el poder al comtat fins i tot amb la majoria d'edat del seu fill. Els últims anys del seu regnat regalà molts títols nobiliars al seu amant Fernando Pérez de Traba, comte de Traba. Finalment, el 1128 la noblesa i els seus propis fills apartaren Teresa de Lleó del tron comtal portuguès. Alfons I de Portugal fou nomenat comte i derrotà les tropes armades de Teresa a Guimaraes a la batalla de Sao Mamede, on fou capturada, deposada i exiliada.
Morí l'11 de novembre de 1130 reclosa en un monestir religiòs a Galícia.